# Bear River (Grote Zoutmeer)
De Bear River is met een lengte van 560 kilometer de grootste rivier die uitmondt in het Grote Zoutmeer. De rivier stroomt door de Amerikaanse deelstaten Wyoming, Idaho en Utah. De bron van de rivier ligt op de noordflank van de Uinta Mountains. De rivierloop vormt een grote omgekeerde U waarbij de rivier rond de Wasatch Mountains stroomt. De Bear River vormt een relatief lage oost-westverbinding langsheen de bergen van de Western Rocky Mountains en vermijdt moeilijke bergpassen. Om deze reden, en omdat de rivier vanuit het oosten gemakkelijk te bereiken was, speelde de rivier een grote rol tijdens de verkenning van het gebied en de grote migraties in de negentiende eeuw.

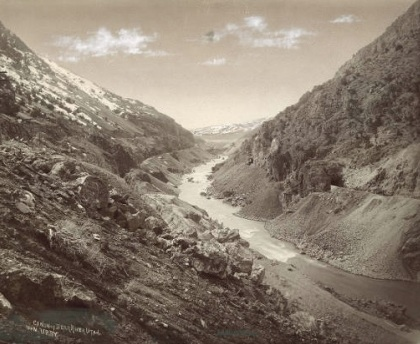
Een smal deel van de vallei van de Bear River in Utah omstreeks 1869

## Loop
Van zijn bron in Utah stroomt de Bear River noordwaarts, waarbij de rivier door de zuidwestelijke hoek van Wyoming stroomt langs het stadje Evanston. Hierna stroomt de rivier noordwaarts waarbij ze grofweg de grens tussen beide deelstaten volgt. Na Evanston volgt er een stukje Utah, dan weer Wyoming, om vervolgens naar het westen te stromen, Idaho in. Hier stroomt ze de Bear Lake Valley in, een relatief grote vallei in het uiterste zuidoosten van Idaho. Bij hoge waterstanden stroomt het grote Bear Lake over in de Bear River. De rivier stroomt vervolgens noordwaarts in de vallei genoemd naar dit meer, om bij Soda Springs plots naar het zuiden te draaien, rond het noordelijke einde van de Wasatch Mountains.
Vervolgens stroomt de rivier langs het stadje Preston in de brede Cache Valley. De rivier stroomt dan Utah binnen, waarbij ze meandert langs Cornish en Newton. Bij de samenvloeiing met de Little Bear River is er een stuwdam gebouwd, waardoor het Cuttler Reservoir ontstond, een stuwmeer. Daarna stroomt de rivier zuidwaarts langs Bear River City, waar de Malad uitmondt in de Bear River. Net hierna mondt de Bear River uit in het slikkengebied van een weidse baai van het Grote Zoutmeer, zo'n twintig kilometer ten westen van Brigham City. Het gebied rond de monding is beschermd als het Bear River Migratory Bird Refuge.
Lang geleden stroomde de Bear River bij het huidige Soda Springs naar het noorden. De loop van de rivier werd daar echter geblokkeerd door lavastromen, waardoor de rivier afboog naar het zuiden en uitmondde in het toen veel grotere zoutmeer Lake Bonneville.

## Geschiedenis
De Oregon en California Trail waren in het midden van de negentiende eeuw twee migratiesroutes waarlangs duizenden emigranten naar het westen trokken, naar respectievelijk de Willamette Valley en Californië. Vanuit het oosten kwamen de migranten vanuit Fort Bridger. Van daaruit kon het stroomgebied van de Bear River gemakkelijk bereikt worden. Vanaf dan volgden de migranten de Bear River naar het noorden, via het huidige Montpellier tot Soda Springs, waar men vaak even pauzeerde, alvorens de Portneuf te volgen tot Fort Hall.
- Library of Congress Control Number: sh93004501
- National Archives and Records Administration: 10042875
- Nationale Bibliotheek van Israël: 987007530264105171
- Virtual International Authority File: 315133350